# Alfonso Letelier
Alfonso Letelier "Llona" (født 4. oktober 1912 i Santiago de Chile, Chile - død 28. august 1994) var en chilensk komponist og pianist.
Letelier studerede klaver og komposition og harmonilærer hos Raúl Hügel og Humberto Allende. Han tog senere en kompositions uddannelse på det Nationale Musikkonservatorium i Santiago. Han har skrevet symfoniske digtninge, orkesterværker, kammermusik, preludiumstykker for klaver, korværker, religiøsmusik, vokalmusik etc. Letelier komponerede i en alsidig stil fra impressionisme til moderne klassisk musik. Han hører til de vigtige komponister i Chile fra det 20. århundrede.

## Udvalgte værker
- Stikket (1955) - for orkester
- Underholdning (1955) - for orkester
- Vegetariske Preludier (1967-1968) - for klaver

## Eksterne Henvisninger
- om Alfonso Letelier